# Arkadij Gajdamak
Arkadij Alexandrovič Gajdamak (hebrejsky ארקדי אלכסנדרוביץ' גאידמק, rusky Аркадий Александрович Гайдамак; * 8. duben 1952) je izraelsko-ruský podnikatel, filantrop a nositel Řádu čestné legie. V dubnu 2011 jej pařížský odvolací soud zprostil obvinění z nezákonného obchodování se zbraněmi. V minulosti byl majitelem izraelského fotbalového klubu Bejtar Jeruzalém a v únoru 2007 oznámil založení izraelského sociálního hnutí Sociální spravedlnost, které se v červenci téhož roku stalo politickou stranou. V komunálních volbách v roce 2008 se neúspěšně ucházel o post starosty Jeruzaléma, avšak ve volbách získal pouze 3,6 % hlasů.

## Biografie
Narodil se v Moskvě a ve dvaceti letech byl jedním z prvních sovětských Židů, kteří za vlády Leonida Brežněva imigrovali do Izraele. Získal izraelské občanství, žil v kibucu Bejt ha-Šita a studoval hebrejštinu v ulpanu. Podle svých slov původně zamýšlel sloužit v izraelské armádě, ale nakonec se přestěhoval do Francie, kde založil překladatelskou firmu. V roce 1982 pak firma Gaydamak Translations otevřela pobočku v Kanadě. V té době se začal věnovat mezinárodnímu obchodu, a to jak importu, tak exportu. Po pádu Sovětského svazu navázal vztahy s Ruskem a Kazachstánem a založil řadu firem po celé Evropě.
Ve Francii si v 90. letech vysloužil uznání vlády za pomoc při záchraně dvou zajatých francouzských pilotů ve válce v Bosně, stejně jako dvou francouzských agentů tajné služby zajatých rebely na Kavkaze. Podle Gajdamaka byly tyto operace tajné. Nadto si vysloužil uznání za své přispění v oblasti zemědělství. Bývalý francouzský ministr vnitra Charles Pasqua potvrdil, že někdejší prezident Jacques Chirac osobně schválil veřejné vyzdvižení Gajdamakových zásluh.
Gajdamakovi bylo uděleno čestné občanství Angoly a je držitelem francouzského, kanadského, ruského a izraelského pasu. Vlastní dům v Caesarei, je ženatý s Irene Cirolnikovou a má tři děti. Hovoří rusky, francouzsky a anglicky. Má též základní znalost portugalštiny a hebrejštiny.
V prosinci 2008 se objevily zprávy, že se Gajdamak přestěhoval z Izraele do Moskvy. V únoru následujícího roku pak zprávy, že Gajdamak usiluje o získání ruského občanství, o které přišel emigrací do Izraele.

### Angolská aféra
V říjnu 2009 byl Gajdamak společně s francouzským magnátem Pierrem Falconem usvědčen z prodeje zbraní do Angoly během občanské války, která v zemi panovala v letech 1993 až 1998, o celkovém objemu 790 milionů dolarů, a porušení Lusackého protokolu. V nepřítomnosti byl odsouzen k šesti letům odnětí svobody, avšak jeho odsouzení bylo 29. dubna 2011 zrušeno odvolacím soudem. Gajdamak žije v Izraeli a Francie se neúspěšně pokoušela o jeho vydání (mezi tím se izraelské právo změnilo a vydání svých občanů k trestnímu stíhání již umožňuje).

### Politika

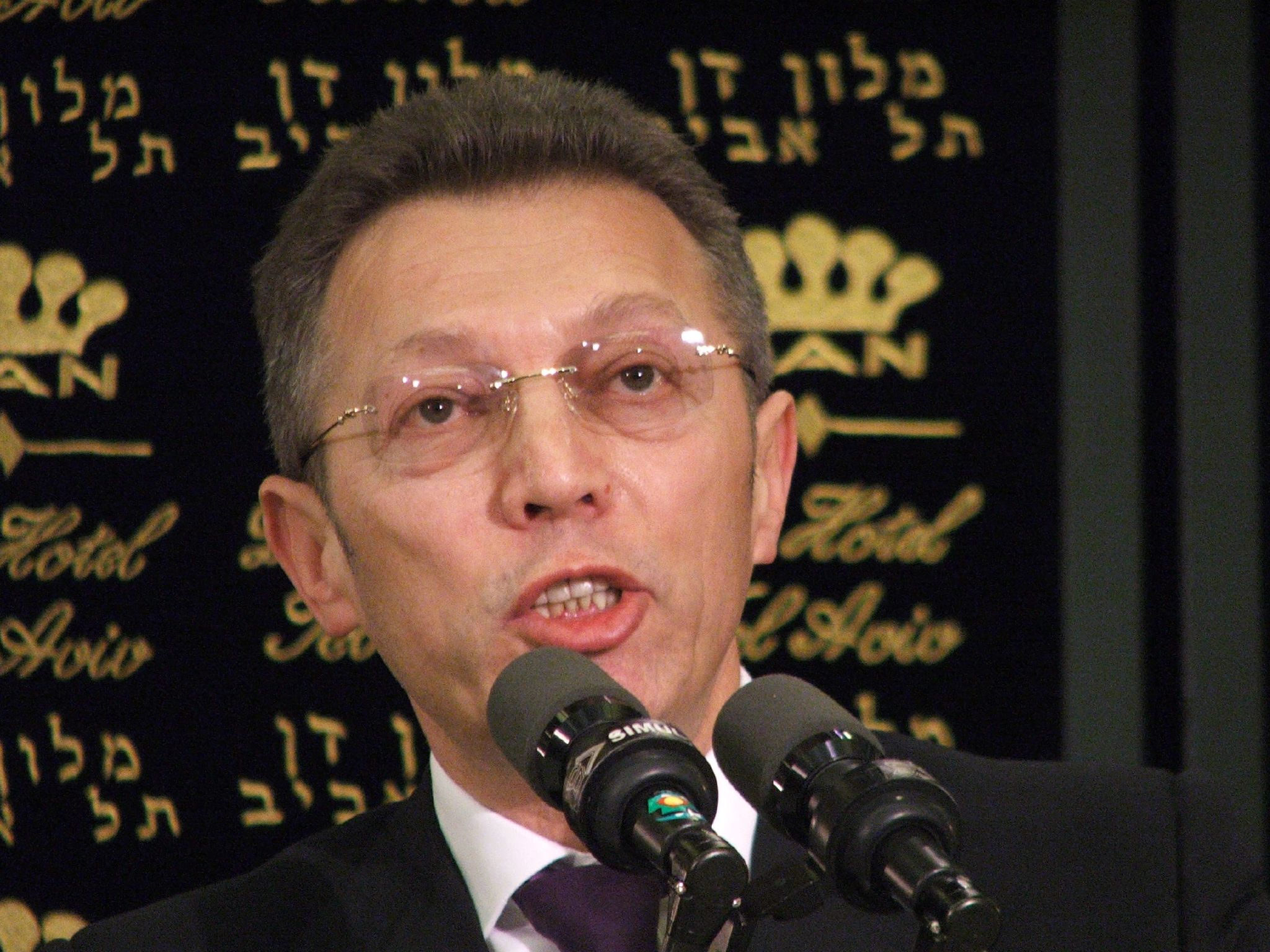
Gajdamak během tiskové konference v únoru 2007

V únoru 2007 Gajdamak založil stranu Sociální spravedlnost, zaměřující se na socioekonomická témata. Ačkoli byla organizace založena jako sociální hnutí, již při jejím vzniku oznámil, že může být v případě jistých okolností transformována na politickou stranu. K tomu došlo v červenci téhož roku a koncem roku 2007 se strana přihlásila do komunálních voleb, které se konaly v roce 2008.
Gajdamak se neúspěšně ucházel o post jeruzalémského starosty, avšak získal pouze 3,6 % hlasů a jeho strana se nedostala do městské rady. Během předvolební kampaně se ucházel i o hlasy palestinských Arabů žijících ve východním Jeruzalémě. Oslovil velkého jeruzalémského muftího Muhammada Ahmada Husseina, palestinské politické představitele a získal pro volbu jistou formu podpory.
Svoji politiku označuje jako „aktivní pomoc“, zaměřenou na různé části izraelské společnosti. Ve svém projevu ze srpna 2008 se však vyslovil proti jeruzalémskému pochodu Gay Pride a prohlásil, že by raději zemřel, než aby umožnil, aby se tato akce opakovala.

### Sportovní kluby a média

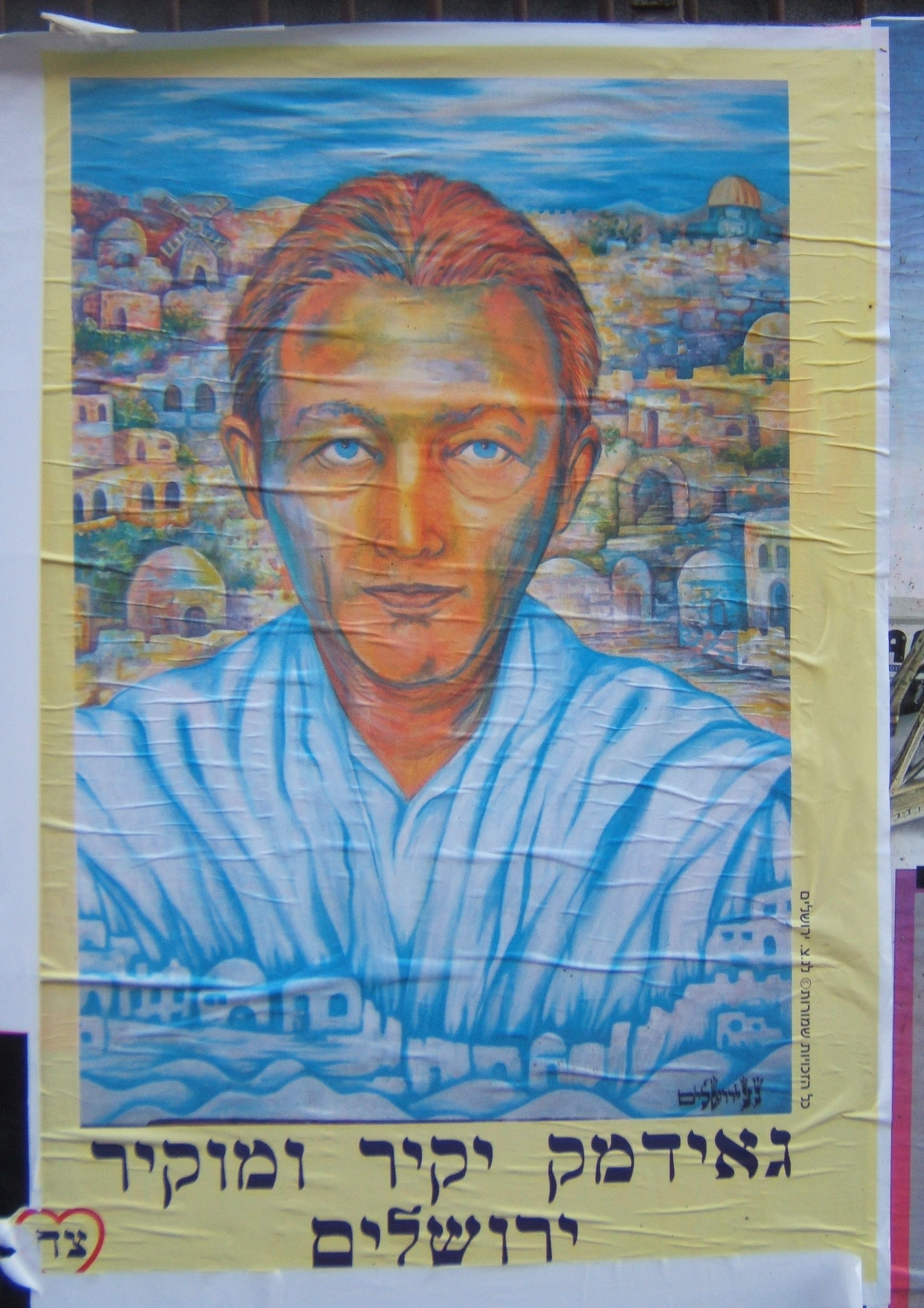
Paškvil oceňující Gajdamakovo přispění rozvoji Jeruzaléma

V červenci 2005 se stal sponzorem basketbalového klubu ha-Po'el Jeruzalém. Následující měsíc daroval 400 tisíc dolarů izraelsko-arabskému fotbalovému klubu Bnej Sachnin. Téhož dne ohlásil koupi majoritního podílu (55 %) fotbalového klubu Bejtar Jeruzalém a dva dny na to oznámil koupi celého klubu. Je patronem řady židovských charit a prezidentem Kongresu židovských náboženských komunit a organizací Ruska (KEROOR), což je nejstarší ruská zastřešující organizace židovských institucí. V létě 2008 oznámil, že je jeho syn Alexandr majitelem fotbalového klubu Portsmouth, což bylo potvrzeno Premier League.
V březnu 2006 ohlásil svou nabídku ke koupi francouzského deníku France Soir, prostřednictví své společnosti Moscow News. Již v roce 2004 zakoupil ruský deník Moskovskie Novosti, propustil několik výše postavených novinářů, a učinil z deníku provládní tisk, přičemž do jeho čela jmenoval proputinovského šéfredaktora. Tento počin byl v souvislosti se svobodou slova vnímán negativně a vyvolal otázky na Gajdamakovy možné vazby na Kreml.
V červnu 2007 vyjednával dohodu o zakoupení řetězce nekošer supermarketů Tiv Ta'am. Podle médií plánoval uzavření obchodů během šábesu a ukončení prodeje vepřových produktů. O několik dní později však dohoda zkrachovala, což vedlo k soudnímu sporu.
V červenci 2009 oznámil své rozhodnutí vzdát se majitelství klubu Bejtar Jeruzalém ve prospěch Jicchaka Kornfeina a Gumy Aguiara, kteří budou mít na starost nákup a prodej hráčů, respektive financování klubu.

### Filantropie a služba komunitě
Gajdamak věnoval finanční prostředky řadě izraelských organizací, mezi něž patří například Magen David Adom či Hacola. Přislíbil též dar ve výši 50 milionů dolarů pro Židovskou agenturu, ale nabídku stáhl, když byla agentura varována před možným podezřezním z praní špinavých peněz. Nakonec této organizaci věnoval 10 milionů dolarů.
Během druhé libanonské války v roce 2006 nechal Gajdamak na pláži u kibucu Nicanim postavit stanovou vesnici pro tisíce rodin, které uprchly z ostřelovaného severu země a neměly kam jít. Celkem Gajdamak přispěl částkou 15 milionů dolarů (500 tisíc denně). V listopadu 2006 financoval týdenní dovolenou v Ejlatu pro stovky obyvatel jihoizraelského Sderotu, kteří jsou ohrožováni neustálými raketovými útoky z Pásma Gazy.

### Aféra banky ha-Po'alim
V říjnu 2009 byl Gajdamak obviněn Telavivským distriktním soudem z pro podezření z praní špinavých peněz prostřednictvím banky ha-Po'alim. Obviněno bylo dále několik manažerů banky a italsko-izraelský podnikatel Nachum Galmor.